# Barylypa denticulata
Barylypa denticulata är en stekelart som beskrevs av Dasch 1984. Barylypa denticulata ingår i släktet Barylypa och familjen brokparasitsteklar. Inga underarter finns listade.